# Валгейр Лунддал Фрідрікссон
Заголовок цієї статті — це ісландське ім'я, де Валгейр Лунддал — особове ім'я, а Фрідрікссон — ім'я по батькові. 
Валгейр Лунддал Фрідрікссон (ісл. Valgeir Lunddal Friðriksson, нар. 24 вересня 2001, Рейк'явік, Ісландія) — ісландський футболіст, фланговий захисник німецького клубу «Фортуна» (Дюссельдорф) та національної збірної Ісландії.

## Клубна кар'єра
Валгейр Лунддал футбольну кар'єру починав у складі столичного клубу «Фйолнір», де у сезоні 2018 року провів 11 матчів у Вищому дивізіоні Ісландії. Наступний сезон захисник почав у найбільш титулованому клубі країни — «Валюрі», з яким виграв національний чемпіонат у 2020 році.
У грудні 2020 року Валгейр Лунддал підписав контракт з шведським клубом «Геккен». І у лютому 2021 року дебютував у новому клубі.
30 серпня 2024 року підписав контракт з дюссельдорфською «Фортуною».

## Збірна
У складі молодіжної збірної Ісландії Валгейр Лунддал брав участь у молодіжному чемпіонаті Європи, що проходив у березні 2021 року на полях Угорщини та Словенії.
4 червня 2021 року у товариському матчі проти команди Фарер Валгейр Лунддал дебютував у національній збірній Ісландії.

## Досягнення
Валюр
 Чемпіон Ісландії: 2020
Геккен
 Чемпіон Швеції: 2022
 Володар Кубка Швеції: 2022-23